# Enugu (stan)
Enugu – stan w południowej części Nigerii.
Enugu sąsiaduje ze stanami Abia, Ebonyi, Benue, Kogi, Anambra i Imo. Jego stolicą jest Enugu.

## Historia
- 1909 – Przybycie pierwszych europejskich osadników, pod przewodnictwem brytyjskiego inżyniera górniczego Alberta Kitson(inne języki). W swym poszukiwaniu srebra odkrył węgiel w Udi Ridge. Wielkie zainteresowanie odkrywaniem węgla miał gubernator Nigerii Frederick Lugard(inne języki).
- 1914 – Dokonano pierwszy transport węgla do Wielkiej Brytanii. Gdy działalność wydobywcza została zwiększona w okolicy, wzrosło znaczenie transportu kolejowego.
- 1917 – Miejscowość Enugu (obecna stolica stanu), otrzymała prawa miejskie i została strategicznym miejscem brytyjskich interesów. Zagraniczni przedsiębiorcy zaczęli napływać do Enugu, najbardziej znani z nich John Holt,  Kingsway Stores, British Bank of West Africa, oraz United Africa Company.
- 1991 – Stan zostaje utworzony 27 sierpnia 1991 roku[1].
- 2006 – Stan osiąga populację ok. 3,3 mln mieszkańców.
- Od 29.05.2007 – Gubernatorem stanu jest Sullivan Chime(inne języki) z Ludowej Partii Demokratycznej.
- 8-12.10.2008 – W mieście Nsukka odbyła się krucjata chrześcijańska prowadzona przez ewangelizatora Reinharda Bonnke, na której zgromadziło się ponad 400.000 ludzi w ciągu jednego dnia[2].
- 2012 – Stan liczy szacunkowo 3,7 mln mieszkańców[3].

## Podział administracyjny
Stan podzielony jest na 17 lokalnych obszarów administracyjnych:
| - Aninri - Awgu - Enugu East - Enugu North - Enugu South - Ezeagu - Igbo Etiti - Igbo Eze North - Igbo Eze South | - Isi Uzo - Nkanu East - Nkanu West - Nsukka - Oji River - Udenu - Udi - Uzo Uwani |